# Ivo Pertile
Ivo Pertile, né le 12 août 1971 à Predazzo, dans le Trentin-Haut-Adige, est un ancien sauteur à ski italien, dont la carrière se déroula de 1987 à 1996.

## Biographie
En 2021, il est l'entraîneur en chef des athlètes italiennes de combiné nordique.

## Palmarès

### Jeux olympiques d'hiver
| Épreuve / Édition | Albertville 1992 | Lillehammer 1994 |
| Petit Tremplin    | 52e              | 31e              |
| Grand Tremplin    | 38e              | 32e              |
| Par équipes       | 13e              | 8e               |

### Championnats du monde de saut à ski
| Épreuve / Édition | Val di Fiemme 1991 | Falun 1993 | Thunder Bay 1995 |
| Petit Tremplin    | 23e                | 46e        | 44e              |
| Grand Tremplin    | 43e                | 28e        | 32e              |

### Championnats du monde de vol à ski
| Épreuve / Édition | Harrachov 1992 | Planica 1994 | Kulm 1996 |
| Individuel        | 22e            | 17e          | 41e       |

### Coupe du monde de saut à ski
- Meilleur classement final: 39e en 1990.
- Meilleur résultat: 4e.